# David Donato
Tom David Donato, född 21 mars 1954, död 2 februari 2021, var en amerikansk hårdrockssångare. Demos av Black Sabbath med Donato på sång från 1985 finns tillgängliga. De producerades av Bob Ezrin.
Efter att Donato blivit sparkad från Black Sabbath anslöt han sig till KISS-gitarristen Mark St. Johns band White Tiger som sångare. Där skrev han även låtar tillsammans med St. John. White Tiger släppte en självbetitlad skiva, White Tiger. Efter det hann White Tiger bara spela in en demo innan bandet splittrades.
Donato följde St. John till bandet The Keep där den forne KISS-trummisen Peter Criss hanterade trumstockarna. Även i The Keep skrev Donato låtar med St. John, och med Criss, men bandet lade av efter en kort tid.
Donato avled 2021 efter en längre tids sjukdom.